# Архипелаг Белчер
Архипелаг Белчер (енгл. Belcher Islands) је један од острвских архипелага у канадском арктичком архипелагу. Острва су у саставу Нунавута, канадске територије. Састоји се од око 1.500 мањих и већих острва. Село Саникилуак (Sanikiluaq) је на сјеверној обали острва Флаерти (Flaherty Island). 

## Острва
Већа острва су Флаерти (Flaherty Island), Кугонг (Kugong Island), Мур (Moore Island), Тукарак (Tukarak Island), Инеталонг (Innetallong Island), Виеганд (Wiegand Island), Сплит (Split Island), Снејп (Snape Island), Мејвор (Mavor Island).
Острва су настала током Протерозоика, могуће током астероидног удара или вулканизмом.